# Road switcher

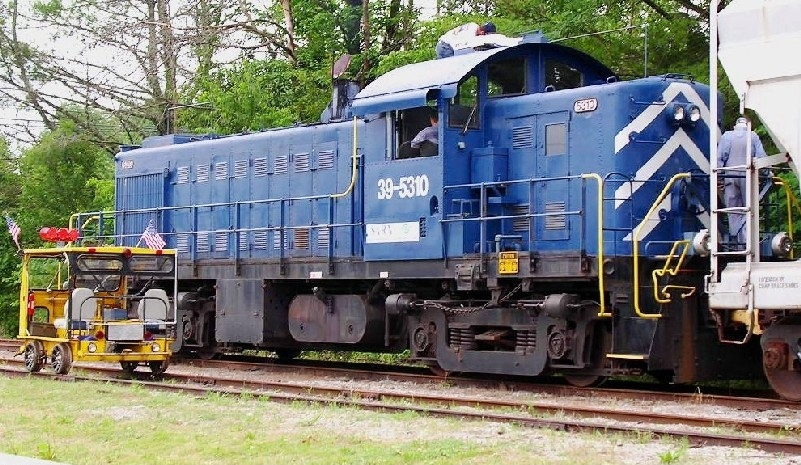
Le ALCO RS-1, généralement considéré comme étant le premier modèle à succès de road switcher.

Un road switcher (traduisible par « locomotive de manœuvre de route ») est un type de locomotive conçue à l'origine pour aller chercher ou livrer des wagons à l'extérieur d'un triage. Le terme, comme le type de locomotive, sont originaires d'Amérique du Nord, bien qu'il existe des modèles similaires ailleurs dans le monde.  

## Histoire
En 1940, le chemin de fer de Rock Island approche l'Alco pour construire une locomotive qui servira comme locomotive de route et locotracteur. Depuis la construction de l'Alco RS-1, les road switchers sont devenus les locomotives utilisées par défaut pour le transport du fret en Amérique du Nord. 

## Caractéristiques
Vu qu'un road switcher doit pouvoir fonctionner à une certaine distance d'un triage, il doit pouvoir rouler à une vitesse de route, avoir une bonne visibilité lors des manœuvres et pouvoir être utilisé dans les deux directions. De plus, un road switcher doit être équipé de bogies de locomotive de route, tout comme d'un système permettant d'alimenter le train en énergie. Les bogies modernes de locomotives de route sont tous équipés de roulements mécaniques; les locotracteur sont eux la plupart du temps équipés de paliers lisses, jusqu'à ce que ce type de palier soit interdits sur les locomotives et le matériel remorqué faisant des trajets inter-triages.
Pour ces raisons, les road switchers sont généralement des « hood units ». Le fait que la cabine de conduite soit en retrait, précédée par un court capot, augmente la sécurité de la locomotive en cas de collision par rapport au design des switcher américains (où la cabine est d'un côté de la locomotive), et la visibilité vers l'arrière est beaucoup plus importante que dans une « cab unit ».  Du fait de leur capacité à travailler à la fois à des vitesses de route et à pouvoir manœuvrer des wagons, les road switchers, comme leur nom l'indique, sont souvent utilisées pour les deux rôles. Depuis les années 1960, ont totalement remplacé les « cab units » pour le service de fret (mais certaines cab units, adaptées de certains prototypes de road switcher, ont pu être employées pour du service de passagers). Certains road switchers ont été livrés avec des tableaux de commande jumeaux, permettant ainsi à une équipe de conduite (composée d'un ingénieur de conduite et d'un conducteur/aiguilleur) de travailler en faisant face à la direction, que ce soit avec le « long capot » ou le « court capot » devant. Cependant, ces commandes sont progressivement désuètes, la plupart des road switchers étant utilisées comme locomotives de ligne, avec le capot court toujours vers l'avant, qui est considéré comme étant l'avant de la locomotive.

## Production
Le RS-1 produit par Alco est considéré comme étant le premier exemple réussi de road switcher, tout en étant virtuellement le modèle de tous les autres road switchers (le capot long accueille tout ce qui concerne la propulsion, le capot court étant dédié à l'équipe, incluant notamment des toilettes). 
Fairbanks Morse s'essaye au road switcher en 1947 avec le H-20-44.
EMD a été la dernière firme à entrer sur le marché des road switcher, avec le BL2.
Le RS-3 est le plus connu des road switchers d'Alco et a été produit à plus d'exemplaires que les RS-1 et RS-2 réunis.
Bien qu'Alco soit connu pour avoir produit le premier vrai road switcher, le GP7 de EMD a sans doute été le modèle ayant eu le plus de succès parmi les premiers road switchers.